# Organització de Resistència i Alliberament dels Moros
L'Organització de Resistència i Alliberament dels Moros (Moro Resistance and Liberation Organization, MRLO) és una organització política i militar del sud de les Filipines, la creació de la qual fou anunciada l'11 de juliol del 2005, amb el suport del Front Nacional Democràtic de les Filipines (National Democratic Front of the Philippines, NDF) per respondre a les peticions dels bangsamoro (poble moro). Fou la 16a organització afiliada al NDF. El congrés fundacional el 2005 va reunir 25 delegats dels 23 grups etnics dels bangsamoro: tausug, maguindanao, maranao, yakan, iranun, kalagan, sangil, samal, pullun-jama mapun, kalibugan, badjao, molbuganon, i palawani. Com a president fou escollit Hassan Al-Banna, un maguindanao.
L'organització és continuadora de l'Organització Revolucionaris dels Moros (Moro Revolutionary Organization, MRO). La seva bandera és vermella amb les sigles de l'organització generalment en groc al centre.